# 托伯爾河
47°23′29″N 8°23′44″E / 47.39141°N 8.39549°E

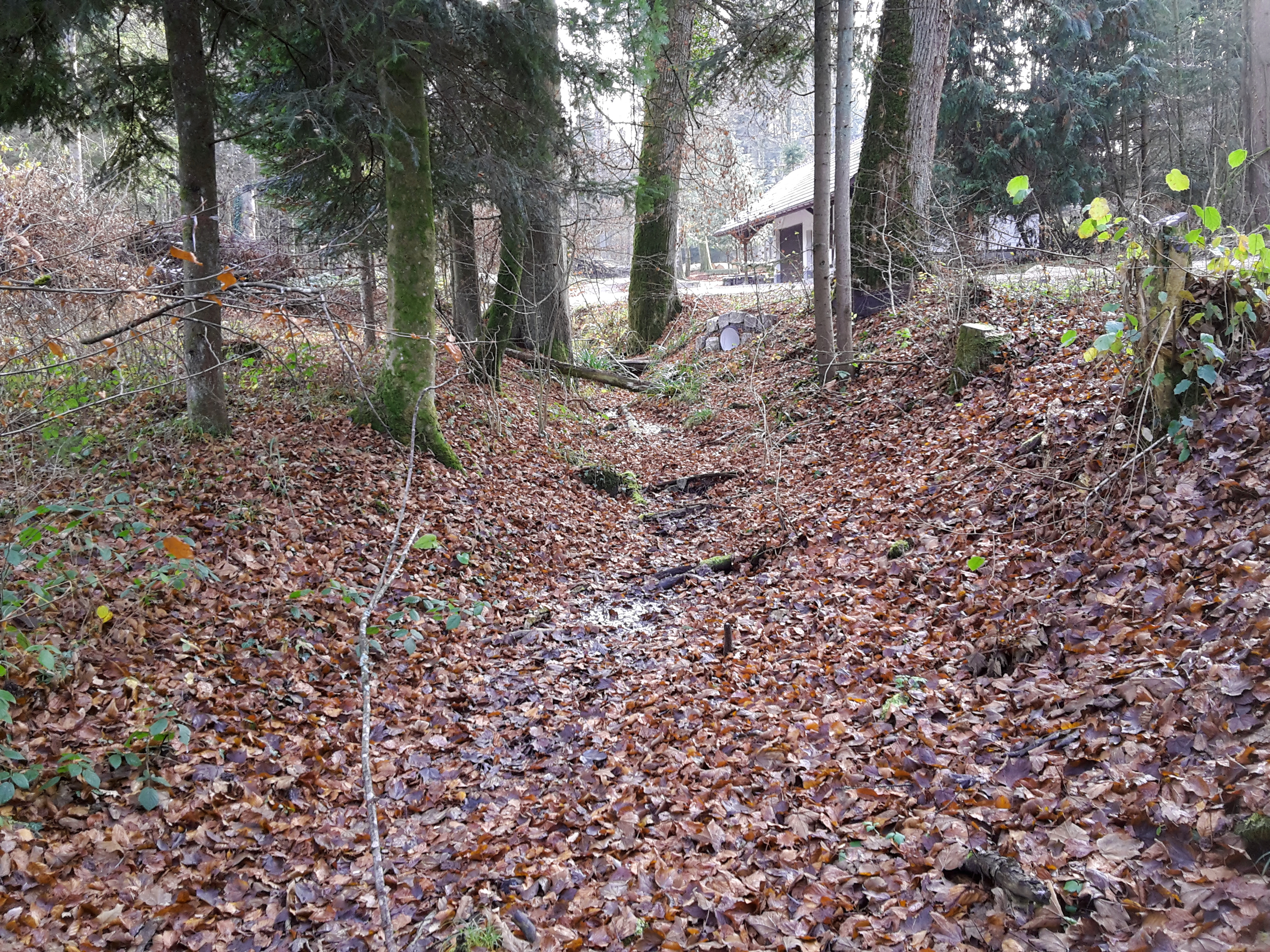

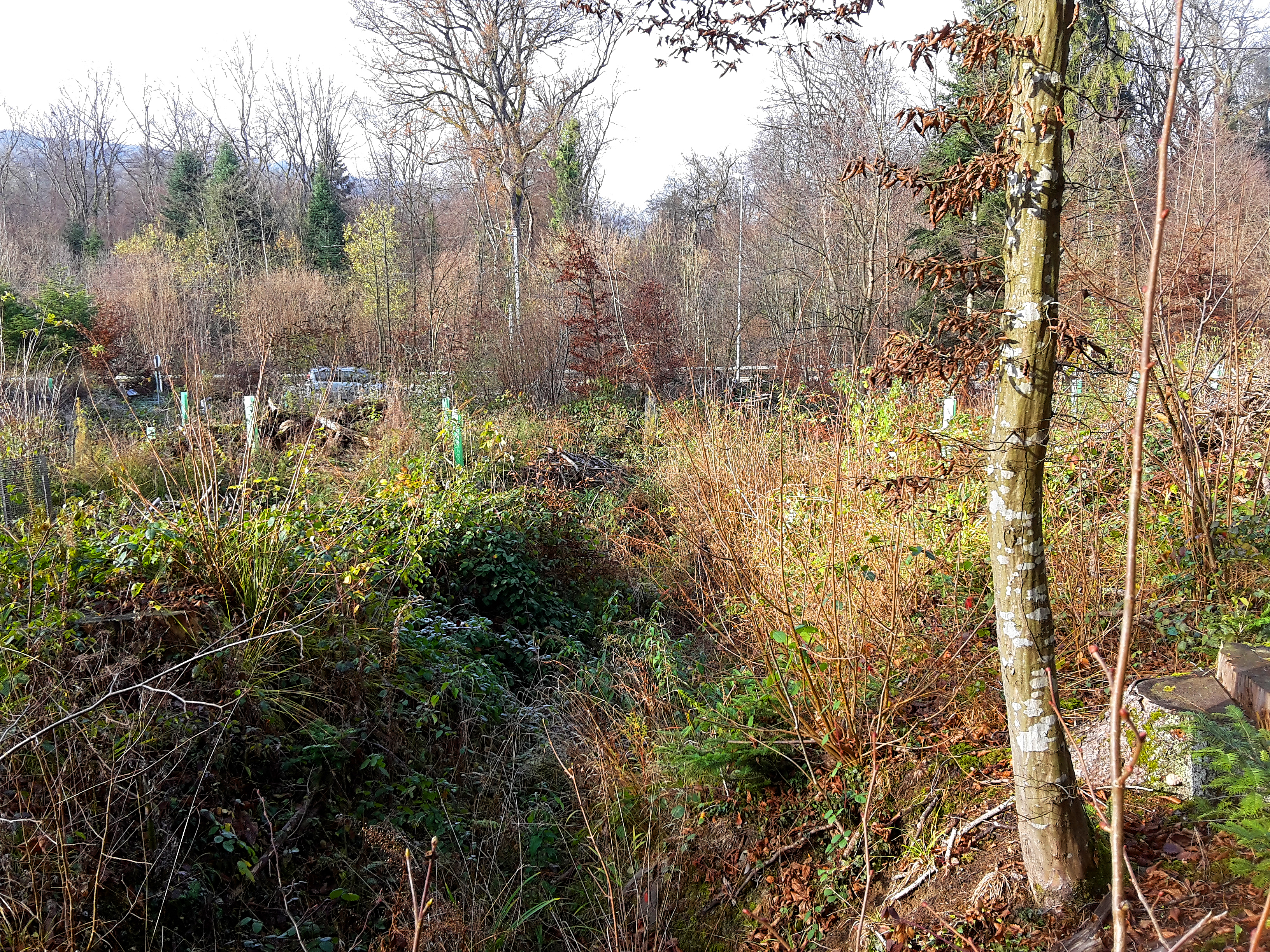

托伯爾河（德語：Tobelbach）是瑞士的河流，位於該國北部，流經蘇黎世州，屬於雷皮施河的右支流，河道全長1.8公里，流域面積0.5平方公里，河口處在迪蒂孔。